# Mesontoplatys zavadili
Mesontoplatys zavadili är en skalbaggsart som beskrevs av Vladimir Balthasar 1941. Mesontoplatys zavadili ingår i släktet Mesontoplatys och familjen Aphodiidae. Inga underarter finns listade i Catalogue of Life.